# Memex
A Memex egy Vannevar Bush által 1945-ben elképzelt személyi információtároló gépezet. Leírása az As We May Think (Ahogy gondolkozhatunk) című cikkben, az Atlantic Monthly júliusi számában jelent meg.
A leírt gépezet a mai személyi számítógép ősatyjának tekinthető. Máig is tartó inspirációforrássá vált, többek között hozzájárult Ted Nelson, Douglas Engelbart és Tim Berners-Lee munkálataihoz, amik eredménye a mai internet lett. A legutóbbi Memex megvalósítási kísérletek közé tartozik Gordon Bell MyLifeBits terve.
A Memex kinézetre egy íróasztalhoz hasonlított. Felületét üveg borította, amelyre alulról lehetett kivetíteni a gép belsejében rejtőző információtároló mikrofilmek es egyéb mikro-alkatrészek tartalmát. Az információ kikeresésére egy miniatürizált mechanikus hálózat szolgált, amit az asztalba beépített billentyűzetről meg csavarokról lehetett irányítani. Az „információcikkek” bevitelekor ezeket egymással véglegesen össze lehetett kapcsolni, így a memória tartalma egy hálózatot képzett. Visszakereséskor a kapcsolatokon keresztül egyik cikkről a másikra ugrálva lehetett elérni a keresett cikket (az Ahogy gondolkozhatunk cím valószínűleg az agy működésével való hasonlóságra utal).
A mechanikai részletekbe mélyen belemenő leírás sok olyan újítást előre látott, amikből jó néhány mára megvalósult, viszont abban az időben szinte elképzelhetetlen volt. Ezek közül egyik legérdekesebb az, hogy a tárolt információ annyira miniatürizálva lehetett, hogy a felhasználónak soha nem kellett törléssel foglalkoznia: az életében átélt összes eseményt rögzíthette, az összes tudását, olvasott könyveit stb. tárolhatta és még úgy sem okozhatott gondot a tárolási kapacitás korlátoltsága.

## Lásd még
- Hiperszöveg